# マンデルブロ集合

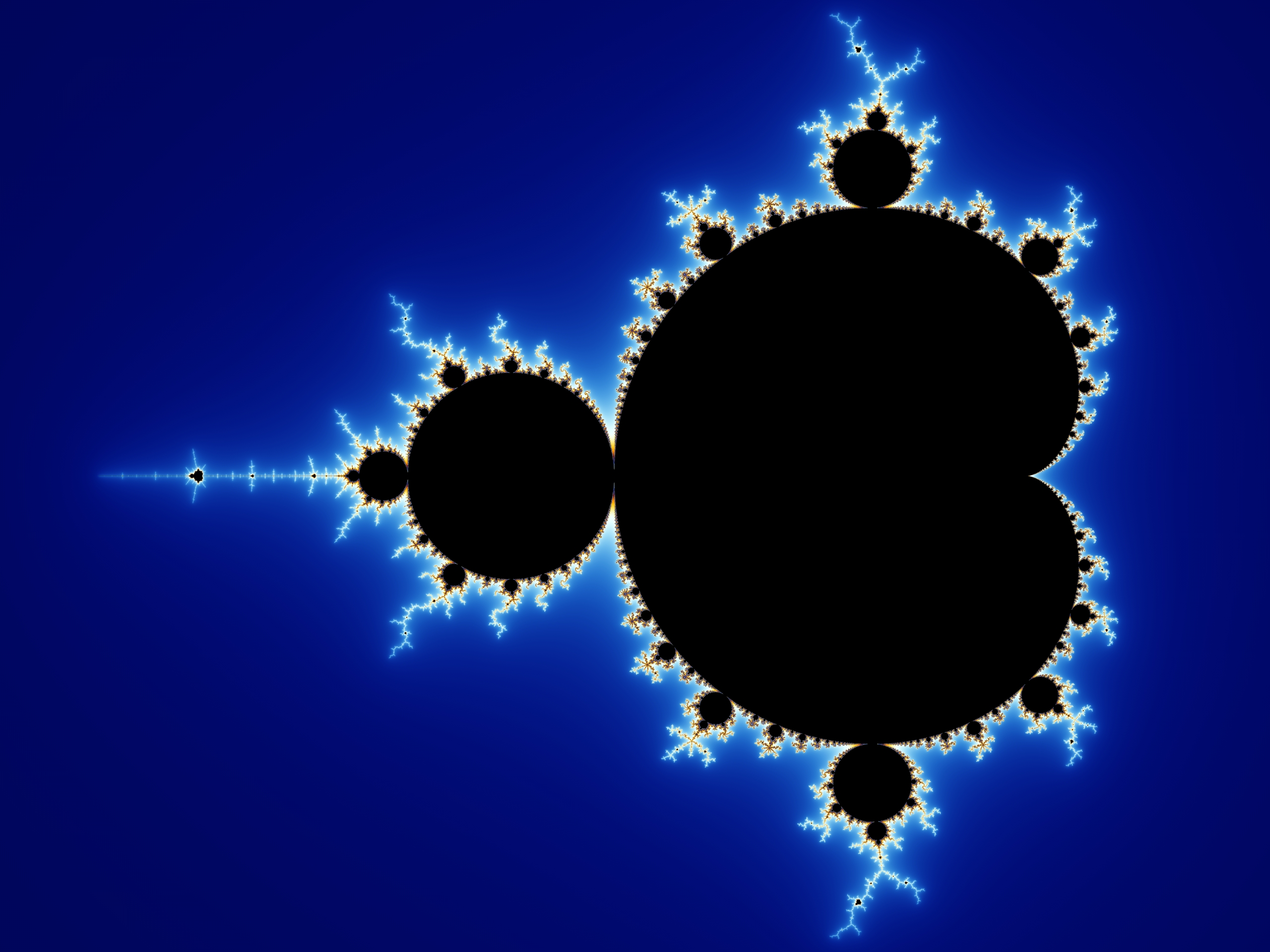
マンデルブロ集合

数学、特に複素力学系におけるマンデルブロ集合（マンデルブロしゅうごう、英: Mandelbrot set ）は、 充填ジュリア集合に対する指標として提唱された集合である。数学者ブノワ・マンデルブロの名に因む。

## 定義

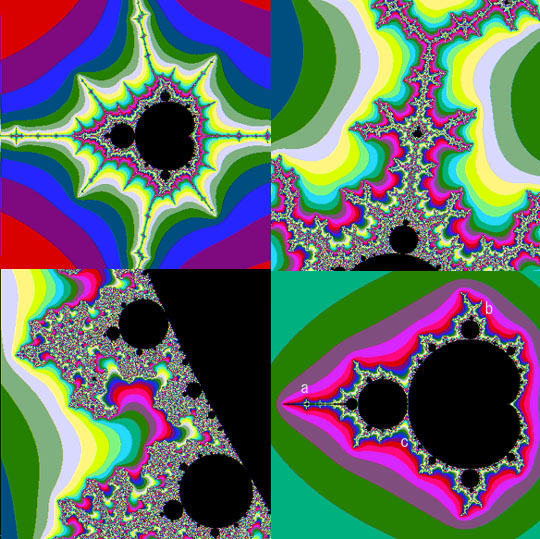
左上：場所 a の拡大図，右上：場所 b の拡大図，左下：場所 c の拡大図，右下：全体図

次の漸化式
{\displaystyle {\begin{cases}z_{n+1}=z_{n}^{2}+c\\z_{0}=0\end{cases}}}
で定義される複素数列 {zn}n∈N∪{0} が n → ∞ の極限で無限大に発散しないという条件を満たす複素数 c 全体が作る集合がマンデルブロ集合である。
複素数 c を複素平面上の点として（あるいは同じことだが c = a + ib と表して c を xy-平面上の点 (a, b) として）表すと、この平面上でマンデルブロ集合はフラクタル図形として表される。右に示した 4 つの図は複素平面上でのマンデルブロ集合である。右下が全体像、他の 3 つの図は各部の拡大像である。図中の黒い部分がマンデルブロ集合に相当し、周囲の色は発散する速さを表している。
複素平面上においてマンデルブロ集合の大半の面積を占めるのは、原点を含むカージオイドに無数の円が外接し、その円にさらに無数の小さい円が外接することを無限に繰り返してできるフラクタル図形である。さらに、周囲を拡大すると、このフラクタル図形に類似した「飛び地」のような図形（図左上など）が無数に見られる。また、これらの図形を包含する、発散の遅い領域もやはりフラクタルの特徴を有しており、螺旋・相似等の多様な図形要素を構成する（#拡大イメージ参照）。マンデルブロ集合全体は、「飛び地」を含め、連結であることが証明されている。
マンデルブロ集合の周を拡大すると繰り返し現れる「飛び地」はマンデルブロ集合全体に良く似ているものの、互いに異なっている。つまりマンデルブロ集合の周は自己相似ではないフラクタルの一種であり、その相似次元は平面内の曲線としては最大の2次元である。このことはマンデルブロの予想と呼ばれ未解決問題の一つだったが、宍倉光広によって肯定的に証明された。
なお、上式で z0 を 0 以外の複素数にした場合、マンデルブロ集合の周が変形し、ジュリア集合に似たフラクタル状の曲線が現れる。
マンデルブロ集合を複素数を使わずに書き直すには、zn を点 (xn, yn) に、c を点 (a, b) にそれぞれ置き代えて、
{\displaystyle {\begin{cases}x_{n+1}=x_{n}^{2}-y_{n}^{2}+a\\y_{n+1}=2x_{n}y_{n}+b\end{cases}}}
とすればよい。

## 拡大イメージ
| 全体図  | 拡大 1  | 拡大 2  | 拡大 3  | 拡大 4  |
| 拡大 5  | 拡大 6  | 拡大 7  | 拡大 8  | 拡大 9  |
| 拡大 10 | 拡大 11 | 拡大 12 | 拡大 13 | 拡大 14 |

## フリー・フラクタル発生プログラム
マンデルブロ集合を高解像度で描画しようとするほど、膨大な計算時間を必要とするようになっていくことから、コンピュータのベンチマークテストとして利用されることがある。また、描き出される図形の幾何学的な美しさから鑑賞を目的として美麗な描画を行うプログラムもある。
- Fractint (ほとんどのプラットフォームをサポート)
- Makin' Magic Fractals
- ChaosPro - for Microsoft Windows
- Xaos - リアルタイム発生プログラム - Windows, Mac, Linux, etc.
- Amseq - マンデルブロ集合（フラクタル）アニメーションを描き出す Mac OS X 用スクリーンセーバー